# Saint-Clair-sur-l’Elle
Saint-Clair-sur-l’Elle ist eine französische Gemeinde mit 973 Einwohnern (Stand: 1. Januar 2022) im Département Manche in der Region Normandie. Die Gemeinde gehört zum Kanton Pont-Hébert im Arrondissement Saint-Lô. Die Einwohner werden Saint-Clairais genannt.

## Geographie
Saint-Clair-sur-l’Elle liegt etwa neun Kilometer nordnordöstlich von Saint-Lô. Der Fluss Elle begrenzt die Gemeinde im Nordosten. Umgeben wird Saint-Clair-sur-l’Elle von den Nachbargemeinden Moon-sur-Elle im Norden und Westen, Saint-Jean-de-Savigny im Osten, Couvains im Südosten, Villiers-Fossard im Süden sowie La Meauffe im Südwesten.

## Einwohnerentwicklung
| Jahr      | 1962 | 1968 | 1975 | 1982 | 1990 | 1999 | 2006 | 2018 |
| Einwohner | 482  | 568  | 630  | 741  | 797  | 864  | 850  | 957  |

## Kultur und Sehenswürdigkeiten
- Kirche Saint-Clair aus dem 11. Jahrhundert

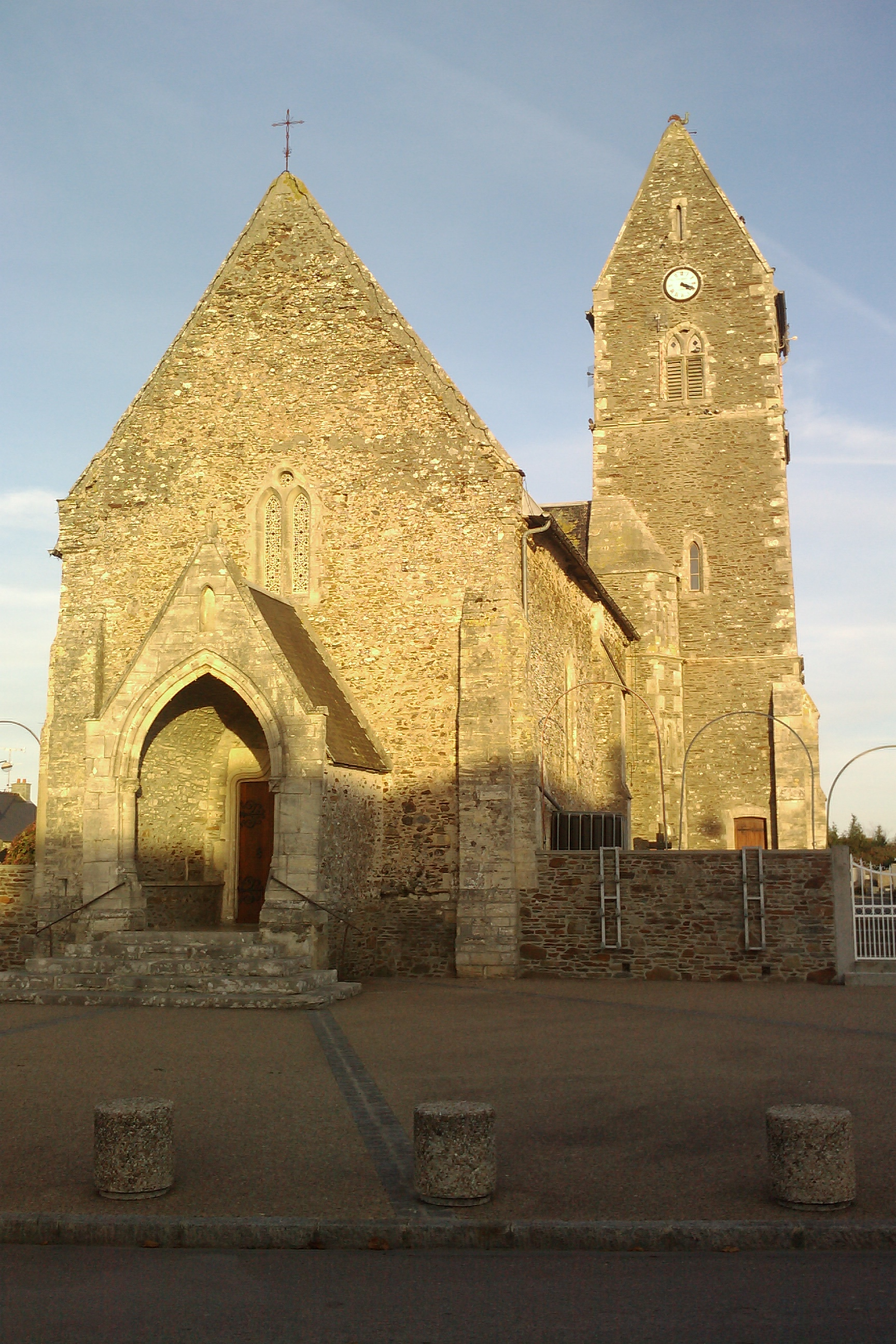
Kirche Saint-Clair